# Каппелли, Джулио
Джулио Каппелли (итал. Giulio Cappelli, 4 марта 1911, Специя, Италия — 16 декабря 1995, Масса, Италия) — итальянский футболист и тренер, игравший на позиции полузащитника. В качестве игрока прежде всего известен по выступлениям за клубы «Специя» и «Ливорно», а также национальную сборную Италии.

## Клубная карьера
Во взрослом футболе дебютировал в 1929 году выступлениями за команду клуба «Специя», в которой провёл четыре сезона, приняв участие в 109 матчах чемпионата и забил 25 голов. Большую часть времени, проведённого в составе «Специи», был основным игроком команды.
Своей игрой за эту команду привлёк внимание представителей тренерского штаба клуба «Ливорно», к составу которого присоединился в 1933 году. Сыграл за клуб следующие два сезона своей игровой карьеры.
С 1935 по 1940 год играл в составе команд клубов «Виареджо», «Луккезе-Либертас» и «Специя».
Завершил профессиональную игровую карьеру в клубе «Лигурия», за команду которого выступал на протяжении 1940—1941 годов.

## Выступления за сборную
В 1936 году дебютировал в официальных матчах в составе национальной сборной Италии. В течение карьеры в национальной команде, которая длилась всего один год, провёл в форме главной команды страны 2 матча и забил 1 гол.
В составе сборной был участником футбольного турнира на Олимпийских играх 1936 года в Берлине, и получил титул олимпийского чемпиона.

## Карьера тренера
Начал тренерскую карьеру, вернувшись к футболу после небольшого перерыва, в 1947 году, возглавив тренерский штаб клуба «Луккезе-Либертас».
В дальнейшем возглавлял команды клубов «Интернационале», «Дженоа», «Катания», «Комо», «Алессандрия», и «Кьети».
Последним местом тренерской работы был клуб «Алессандрия», команду которого Джулио Каппелли возглавлял в качестве главного тренера до 1967 года.
Умер 16 декабря 1995 года на 85-м году жизни в городе Масса.

## Титулы и достижения
- Олимпийский чемпион: 1936